# Bida (islam)
Bida, bid'a o bid‘ah (en árabe: بدعة, "innovación"), en el islam, es un término que se refiere a una innovación en asuntos religiosos, que no se ha reportado como que haya sido practicada por predecesores (salafismo), o algo inventado sobre la base de algún modelo precedente. En el contexto del islam sunita: "La innovación, por tanto, designa una vía inventada en la religión, que se parece al camino legal islámico. Tomando esta vía, se ha buscado la exageración en la adoración de Alá".
Aunque lingüísticamente significa "innovación", "idea nueva", "doctrina herética" o "herejía", en la literatura árabe clásica (adab), se ha utilizado como una forma de elogio para composiciones destacadas de prosa y poesía.

## En el islam sunita
En la historia islámica temprana, la bida se refería principalmente a doctrinas heterodoxas. En la ley islámica, cuando se usaba sin ninguna calificación, denotaba cualquier asunto recién inventado que no tenía precedentes y estaba en oposición al Corán y la Sunna.
Los académicos generalmente han dividido la bida en dos tipos: innovaciones en asuntos mundanos e innovaciones en asuntos religiosos. Otros han dividido adicionalmente la bida en innovaciones legales e ilegales.
Introducir y actuar sobre una bida en asuntos religiosos es un pecado, considerado uno de los mayores en el islam, al que es obligatorio desistir y arrepentirse de inmediato.

### En asuntos mundanos
Los eruditos musulmanes sunitas han dividido la bida de asuntos mundanos en dos tipos:
1. Buenas innovaciones, como el uso de la tecnología para propagar la fe del islam.[10]
2. Innovaciones que son puramente perversas, prohibidas por la ley islámica. Ejemplos de este tipo de bida incluyen el alcohol.[11]

### En asuntos religiosos
Desde el punto de vista tradicional, existen varias diferentes definiciones de bida.
- Buena y mala innovación:
  - Bid'ah Say'iah, 'una cosa nueva que se opone al Corán y la Sunna o está en contra del islam'[12] (Ibn Hajar al-Asqalani[13] e Ibn Qayyim al-Jawziyya)[14] o de la sharía (ley islámica) '(Muhammad Ramzaan),[15] o elimina la sunna o la wajib y está prohibido.
  - Bid'ah Hasana, algo nuevo que no está en contra de la sharía (según estudiosos como Al-Shawkani[16] Al-Nawawi[17] Ibn Hajar al-Asqalani,[18] Ibn Manzur, Al-Raghib al-Isfahani y Badr al-Din al-Ayni).[12] Un ejemplo de Bida Hasana es el desarrollo del estudio de hadices, fiqhs y tafsires, que no existía en la época del profeta islámico Mahoma (Al-Nawawi).[19]

- 'Llevar a cabo acciones que desagradan a Alá ta'ala y a su mensajero' Mahoma. (Muhammad ibn Isa at-Tirmidhi).[12][20]

- 'Cosas nuevas que no tienen base en el Corán o la Sunna' (Ibn Rajab).[12][21]

- Una bida siempre es mala, pero si algo nuevo tiene su origen en el Corán y la Sunna, se llamará Bid'ah Logaviyya (innovación verbal), (Ibn Taymiyyah).[12][22]

## En el islam chiita
Para el islam chiita, la definición de bida es cualquier cosa que se introduzca al islam como fard (obligatorio), mustahabb (recomendado), halal (neutro), makruh (detestable) o haram (prohibido) que contradice el Corán o los hadices. Está permitida cualquier nueva buena práctica introducida que no contradiga el Corán o los hadices. Sin embargo, no está permitido decir que una nueva buena práctica (que no contradiga el Corán o los hadices) sea obligatoria, altamente recomendada o 'sunnah' propiamente dicha. Por tanto, la postura chiita refleja el cuerpo de eruditos sunitas que ofrecen la idea de bid'ah hasana. Como regla general en la jurisprudencia chiita, cualquier cosa está permitida excepto la que está prohibida a través de la revelación divina (es decir, el Corán o los hadices).